# Barutana (Montenegro)
Barutana (serbisch-kyrillisch Барутана) ist eine Ortschaft in der Gemeinde Podgorica in der historischen Region Lješanska Nahija in Montenegro. Sie liegt rund fünf Kilometer westlich vom Stadtrand der Hauptstadt Podgorica entfernt.
Die Ortschaft ist vor allem bekannt für das Denkmal für die Gefallenen der Region Lješanska Nahija, ein bedeutendes Bauwerk jugoslawischer Gedenkkultur, das sich in Barutana befindet.